# Chase Daniel
William Chase Daniel (* 7. Oktober 1986 in Irving, Texas) ist ein ehemaliger US-amerikanischer American-Football-Spieler auf der Position des Quarterbacks. Er spielte 14 Jahre lang in der National Football League (NFL) und war dabei Zeit seiner professionellen Karriere in der NFL vorwiegend Ersatzspieler. Mit den New Orleans Saints gewann er den Super Bowl XLIV. Daniel spielte College Football für die Mizzou Tigers der University of Missouri.

## Frühe Jahre
Chase Daniel wurde am 7. Oktober 1986 in Irving, Texas als Sohn von Bill und Vickie Daniel geboren. Er spielte an der Highschool in Southlake, Texas American Football und führte seine Mannschaft 2004 zu einer Bilanz von 16 Siegen ohne Niederlage, was den Gewinn der Staatsmeisterschaft bedeutete. In seinen letzten beiden Jahren führte er das Team zu 31 Siegen in 32 Spielen. Dabei warf er in seiner letzten Saison Pässe für 4.617 Yards und 49 Touchdowns bei 14 Interceptions. Im Laufspiel erzielte er 1.425 Yards und weitere 21 Touchdowns. Nachdem er als Freshman bereits Quarterback gespielt hatte, absolvierte er seine Sophomore-Saison an der Highschool als Wide Receiver.
Trotz seiner Erfolge war die University of Texas (zu welcher Daniel wechseln wollte) aufgrund seiner geringen Größe nicht sonderlich an ihm interessiert. Als sich einer der beiden Favoriten der Longhorns für die Position des Quarterbacks, Ryan Perrilloux (Colt McCoy war der zweite, der dann auch zu den Texas Longhorns wechselte und 2006 deren Starter wurde), kurzfristig für die Louisiana State University entschied, blieb Daniel bei seiner Zusage für die University of Missouri.

## College

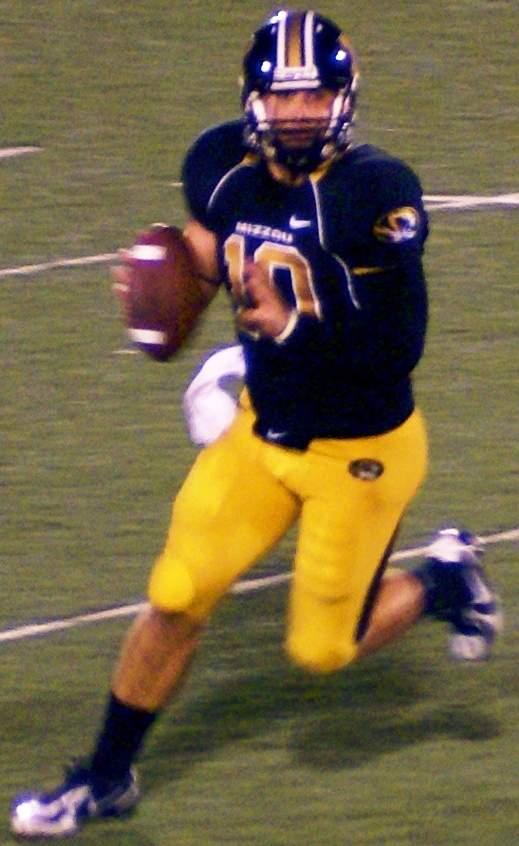
Chase Daniel, als Quarterback der Mizzou Tigers im Spiel gegen die Nebraska Cornhuskers am 6. Oktober 2007

An der University of Missouri spielte Chase Daniel zu Beginn als Backup von Quarterback Brad Smith. Er wurde von seinen Trainern jedoch zur Vorbereitung auf die kommenden Saisons möglichst oft eingesetzt und kam so in zehn Spielen – darunter auch das Bowlspiel gegen die University of South Carolina – als Freshman zum Einsatz. Zur Saison 2006 wurde er dann nach Smiths Abgang der Starting-Quarterback, und er stellte gleich in seiner ersten Saison als Starter unter anderem neue Rekorde für Raumgewinn im Passspiel (3.526 Yards – der alte Rekord von 2.436 Yards war von 1992) und Touchdownpässe (28 – alter Rekord von 18 Touchdowns von 1969) auf. Bei der Niederlage im Bowlspiel gegen die Oregon State University warf er Pässe für 330 Yards (neuer Schulrekord in einem Bowlspiel) und zwei Touchdowns, bei einem Schnitt von 20,6 Yards pro gefangenem Pass.
Die Juniorsaison verlief für Daniel noch besser als sein zweites Jahr am College. Er warf in 8 von 13 Spielen Pässe für über 300 Yards. Er hatte eine Serie von 254 Pässen ohne Interception, was ein neuer Rekord der Big 12 Conference war und nur um 17 Pässe einen neuen NCAA-Rekord verfehlte. Den Schulrekord von 56 Touchdowns (Brad Smith), brach er in einem Spiel gegen die Texas A&M University mit vier Touchdowns, womit er bereits auf 59 kam. Am Ende der Saison hatte er insgesamt 62 Touchdowns (die 33 in dieser Saison brachen seinen Saisonrekord vom Vorjahr ebenso wie seine 4.170 Yards Raumgewinn im Passspiel) für die Mizzou Tigers erzielt. Er wurde zum Offensive Player of the Year (Offensivspieler des Jahres) der Big 12 Conference gewählt – als erster Spieler der University of Missouri. Bei der Wahl zur Heisman Trophy wurde er 4. (hinter Tim Tebow, Darren McFadden und Colt Brennan).
Zum Abschluss seiner Collegekarriere konnte Daniel in seiner Seniorsaison noch einmal eine ähnlich gute Saison wie im Vorjahr hinlegen. Er verbesserte seine Rekorde aus dem Vorjahr (4.335 Yards Raumgewinn und 39 Touchdowns im Passspiel) und brach im Spiel gegen die Oklahoma University auch den Schulrekord von Brad Smith für den Raumgewinn im Passspiel (am Ende der Saison/Karriere 13.485 – Smith: 13.088).

## NFL
Die Einschätzungen von Daniels Potential im Vorfeld des NFL Drafts 2009 variierten stark. Er galt einigen Experten als einer der besseren Quarterbacks im Draft, doch gab es – wie bereits zur Rekrutierung im College – große Zweifel aufgrund seiner geringen Größe. Hinzu kamen Bedenken, wie sich seine guten statistischen Werte aus einer Spread Offense im College nun in der NFL niederschlagen würden.

### Washington Redskins
Chase Daniel wurde im Draft nicht ausgewählt und unterschrieb nach dem Draftwochenende als Free Agent einen Vertrag bei den Washington Redskins. Doch bereits vor Beginn der Regular Season wurde er wieder entlassen und die Redskins gingen mit nur zwei Quarterbacks (Jason Campbell und Todd Collins) in die Saison. Obwohl sich ein weiterer Quarterback, Colt Brennan (3. bei der Wahl zur Heisman Trophy 2007), so schwer verletzte, dass er auf die Injured Reserve List gesetzt wurde, schaffte es Daniel nicht mal in den Practice Squad der Redskins.

### New Orleans Saints

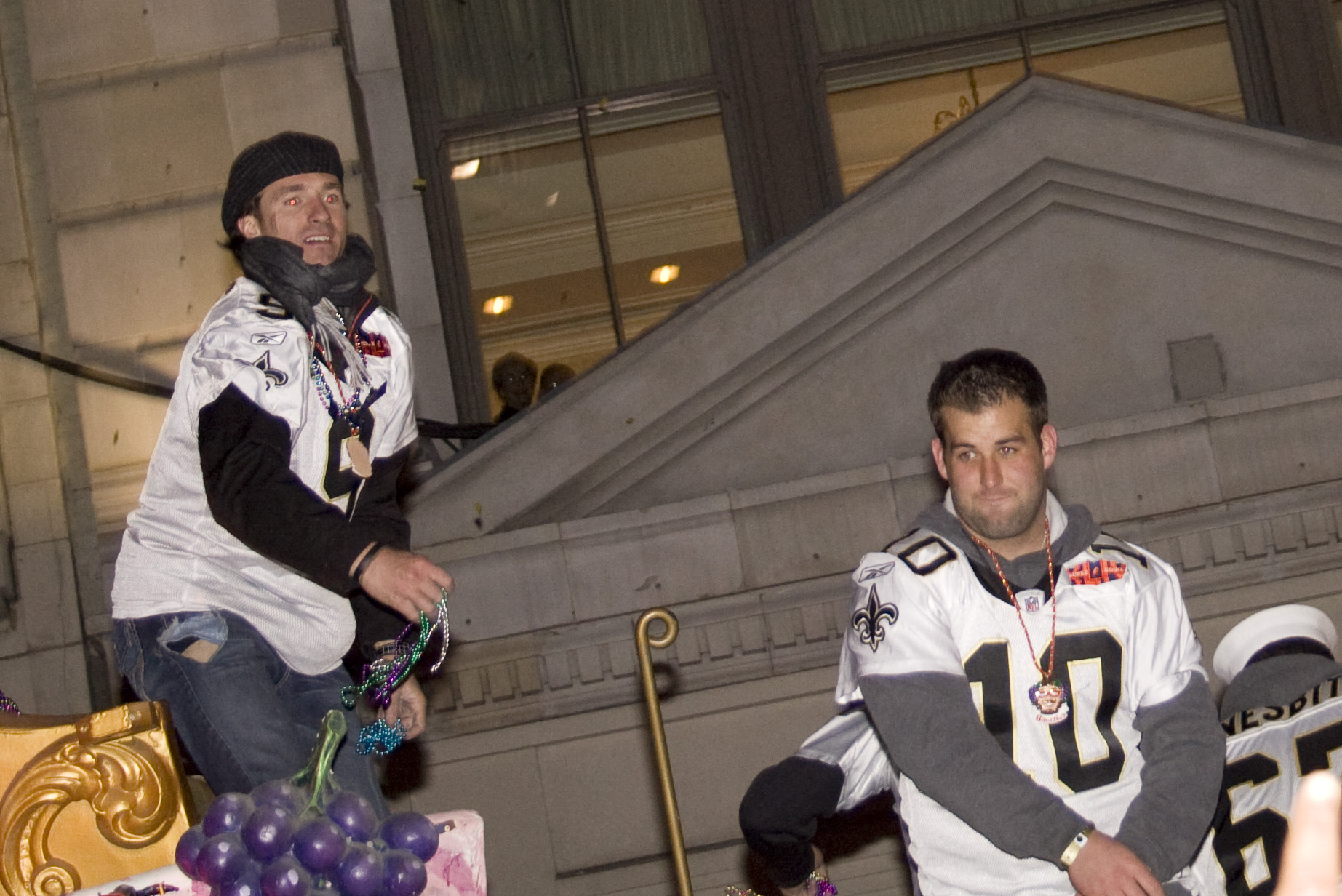
Chase Daniel (Nr. 10) mit Quarterback Drew Brees (9) auf einem Wagen bei der Parade, nach dem Sieg der Saints im Super Bowl XLIV

Nach seiner Entlassung bei den Redskins wurde Chase Daniel von den New Orleans Saints als 3. Quarterback aufgenommen und im ersten Jahr öfter entlassen und wieder eingestellt. Er kam in der Saison 2009 bei den Saints nicht mehr zum Einsatz. So war er beim Sieg der Saints im Super Bowl XLIV zwar im Kader, wurde jedoch sowohl in der Regular Season als auch in den Play-offs und im Super Bowl nicht eingesetzt. In den beiden folgenden Saisons war er – nach der Entlassung von Patrick Ramsey – Backup von Quarterback Drew Brees.

### Kansas City Chiefs

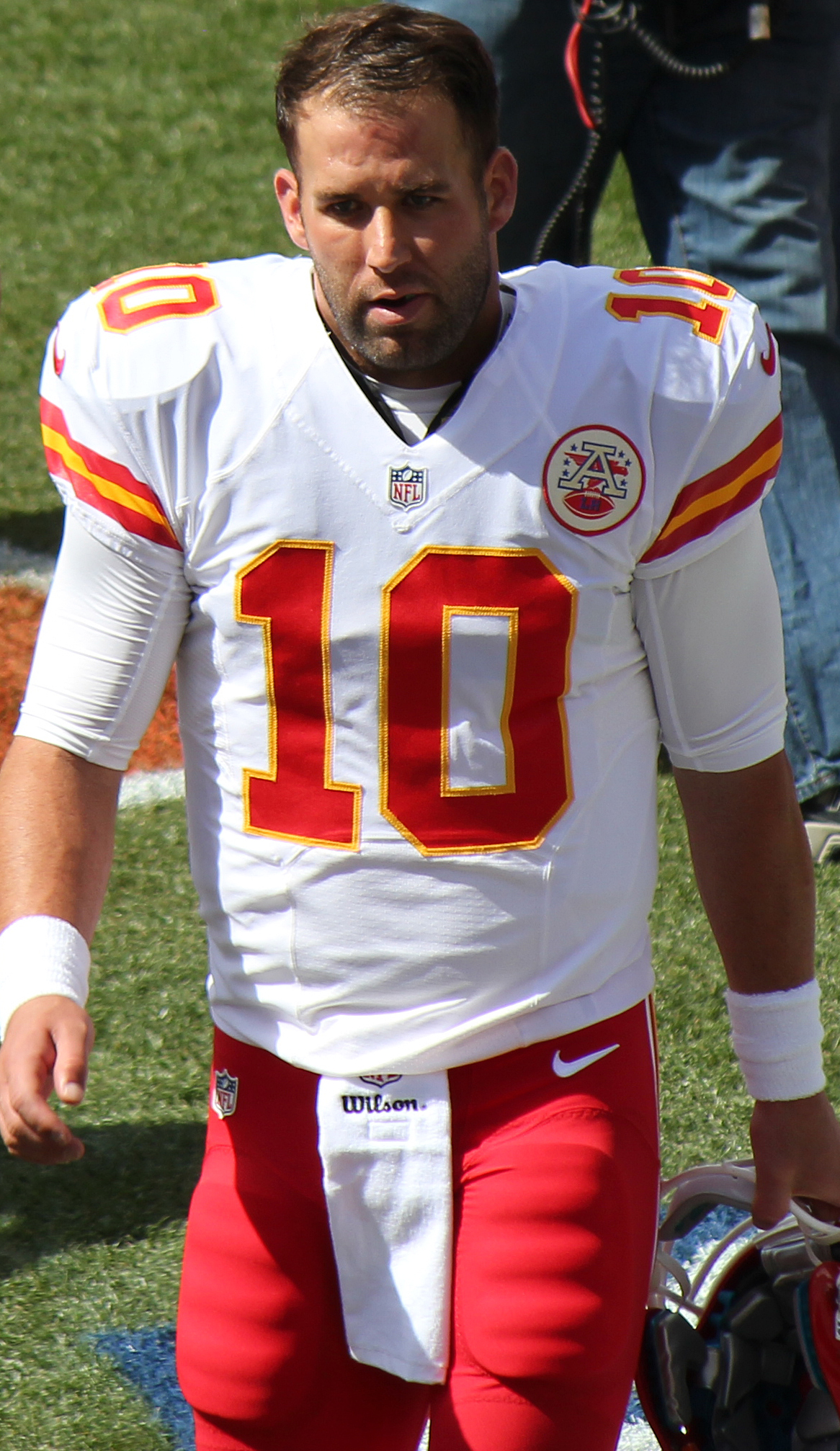
Chase Daniel im September 2014 im Trikot der Chiefs

Im März 2013 verpflichteten die Kansas City Chiefs Chase Daniel als Backup Quarterback für Alex Smith. Er unterschrieb einen Dreijahresvertrag über 10 Millionen US-Dollar. Bei den Chiefs spielte Daniel zwei Spiele als Starter – in der Saison 2013 und 2014 jeweils in Woche 17 gegen die San Diego Chargers. Sein erstes Spiel von Beginn an verloren die Chiefs dabei mit 24:27 nach Overtime. Daniel brachte 21 von 30 Pässen für 200 Yards an und erzielte einen Touchdown. Zusätzlich erlief er 59 Yards in 7 Versuchen. Im Spiel 2014 gewannen die Chiefs mit 19:7, wodurch die Chargers die Play-offs verpassten. In diesem Spiel brachte Chase Daniel 16 von 27 Pässen für 157 Yards an den Mann und erlief 16 Yards in 3 Versuchen.

### Philadelphia Eagles
Nach einem weiteren Jahr bei den Chiefs unterschrieb Daniel im März 2016 einen Dreijahresvertrag bei den Philadelphia Eagles. Ursprünglich als Backup von Sam Bradford engagiert, wurde Daniel jedoch nach nur einem Jahr wieder entlassen, nachdem die Eagles Nick Foles als Backup des neuen Starters Carson Wentz (gedraftet im Mai 2016) engagierten.

### New Orleans Saints
Nachdem Daniel von den Eagles freigegeben wurde, unterschrieb er Ende März 2017 einen Einjahresvertrag bei den New Orleans Saints und wurde nach vier Jahren wieder Backup von Quarterback Drew Brees.

### Chicago Bears
Die Chicago Bears verpflichteten Chase Daniel im März 2018 mit einem Zweijahresvertrag als Backup für Mitch Trubisky.

### Detroit Lions
Im März 2020 einigte sich Daniel auf einen Dreijahresvertrag mit den Detroit Lions, wo er der Backup von Matt Stafford war. Nach der Saison 2020 entließen sie ihn wieder.

### Los Angeles Chargers
Am 26. März nahmen die Los Angeles Chargers Daniel als Backup für Justin Herbert unter Vertrag. Am 17. März 2022 verlängerte er seinen Vertrag um ein Jahr.

### Karriereende
Im September 2023 beendete Daniel seine aktive Laufbahn als Spieler, um eine Karriere als Analyst und Sportexperte zu beginnen.

## Privat
Chase Daniel heiratete Hillary Mullin 2014. Das Paar hat seit 2017 einen gemeinsamen Sohn.